# Олефір Віктор Іванович
Олефір Віктор Іванович (нар. 24 січня 1958, м. Дніпропетровськ, нині Дніпро) — український правознавець, доктор юридичних наук (2005), професор (2006), член-кореспондент Національної академії правових наук України (2010).

## Біографія
У 1983 р. закінчив Харківський юридичний інститут (нині — Національний юридичний університет імені Ярослава Мудрого). Протягом 1983—1986 рр. працював у підрозділах карного розшуку управління внутрішніх справ м. Києва. З 1986 р. працював у Національній академії внутрішніх справ, де пройшов шлях від ад'юнкта до заступника начальника слідчо-криміналістичного факультету, викладача, старшого викладача, доцента, начальника кафедри адміністративної діяльності (1998—2005). У 2005—2010 рр. обіймав посаду вченого секретаря Київського національного університету внутрішніх справ.
У 2010—2013 рр. був проректором з наукової роботи Відкритого міжнародного університету розвитку людини «Україна», де у 2013—2018 рр. очолював кафедру цивільного, господарського та кримінального права. З 2018 по липень 2021 р. — професор кафедри публічного права Інституту управління і права Національного юридичного університету імені Ярослава Мудрого (Харків). З серпня 2021 р. працює провідним науковим співробітником відділу правового забезпечення ринкової економіки Науково-дослідного інституту приватного права і підприємництва імені академіка Ф. Г. Бурчака НАПрН України.
У 1989 р. захистив кандидатську дисертацію на тему: «Адміністративна відповідальність іноземних громадян СРСР» (спеціальність 12.00.07). У 2005 р. здобув науковий ступінь доктора юридичних наук, захистивши дисертацію на тему: «Державна міграційна політика України (організаційно-правовий аспект)» (спеціальність 12.00.07). Вчене звання доцента отримав у 1998 р., професора — у 2006 р.
Основні напрями наукової діяльності: адміністративне право, адміністративна відповідальність, адміністративна діяльність органів внутрішніх справ, поліцеїстика. Засновник наукової школи з адміністративно-правової протидії протиправним проявам.

## Наукова діяльність
Автор понад 200 наукових і навчально-методичних праць, зокрема:
- «Адміністративно-правове регулювання протидії нелегальній міграції, торгівлі людьми» (2004);
- «Міжнародна поліцейська енциклопедія» (2004);
- «Боротьба з торгівлею людьми в Україні» (2004);
- «Прокурорський нагляд за додержанням законності у сфері управління міграційними процесами» (2005);
- «Кодекс України про адміністративні правопорушення: науково-практичний коментар» (співавт., 2007);
- «Митний кодекс України: науково-практичний коментар» (співавт., 2008);
- «Адміністративне право України: навчальний посібник» (співавт., 2011);
- «Адміністративна (поліцейська) діяльність органів внутрішніх справ України. Особлива частина» (співавт., 2011);
- «Адміністративне право України: підручник у 2 т. Т. 1: Загальне адміністративне право» (співавт., 2013);
- «Торгівля людьми як елемент нелегальної міграції: соціальні і правові проблеми протидії: монографія» (2013);
- «Закон України „Про національну поліцію“: науково-практичний коментар» (співавт., 2016) та ін[1].

Голова спеціалізованої вченої ради Д 26.500.02 Науково-дослідного інституту приватного права і підприємництва імені академіка Ф. Г. Бурчака НАПрН України. Раніше очолював спеціалізовану вчену раду Д 26.139.01 у Відкритому міжнародному університеті розвитку людини «Україна». Член редакційних колегій наукових видань «Право і суспільство», «Науковий вісник Національної академії внутрішніх справ», «Криміналістичний вісник».
Лауреат Премії імені Ярослава Мудрого (2008).